# Farlowella martini
Farlowella martini är en fiskart som beskrevs av Fernández-yépez 1972. Farlowella martini ingår i släktet Farlowella och familjen Loricariidae. Inga underarter finns listade i Catalogue of Life.